# Rhagastis mongoliana
Rhagastis mongoliana is een vlinder uit de familie van de pijlstaarten (Sphingidae). De wetenschappelijke naam van de soort werd in 1876 gepubliceerd door Arthur Gardiner Butler.

♀
♀ △